# 伊朗青年事務及體育部
伊朗青年事務及體育部是伊朗伊斯蘭共和國負責青年事務及體育的政府部門。部門在2011年6月20日成立，現任部長是穆罕默德·阿巴西（Mohammad Abbasi）。